# Chalarus clarus
Chalarus clarus är en tvåvingeart som beskrevs av Jervis 1992. Chalarus clarus ingår i släktet Chalarus och familjen ögonflugor.
Artens utbredningsområde är Nederländerna. Inga underarter finns listade i Catalogue of Life.